# Friedrich Everding
 Johann Friedrich Wilhelm Everding  (* 5. Mai 1855 in Bremen; † 26. Februar 1918 ebenda) war ein deutscher Bildhauer.
Friedrich Everding wurde als Sohn des Gipsgießers und Bildhauer Heinrich (Johann Heinrich Wilhelm) Everding  geboren. Sein Bruder war der Bildhauer Wilhelm Everding (1863–1928). Sein Sohn Fritz (Johann Friedrich) (* 9. Dezember 1885 in Bremen; † 14. November 1948 in Bad Nauheim) wurde ebenfalls Bildhauer und fertigte vor allem Grabmäler.

## Werke (Auswahl)
- 1888: Brema, auf Seepferd reitend, mit Putto, Wallbrunnen, Bremen
- 1907: Denkmal für Albrecht Wilhelm Roth, Bremen